# Bouli
Bouli er en fransk tegnefilmserie fra slutningen af 1980'erne, som blev vist i Danmark på TV 2 i forbindelse med julen 1991, hvor tegnefilmene blev vist i Trolderiks julekalender. 

## Handling
Bouli handler om snemanden af samme navn, der får en magisk rød næse af månen – En næse der gør ham og hans venner i stand til ikke at smelte. Derfor rejser de ofte ud i verden og oplever en masse ting.